# Bastian Kaltenböck
Bastian Kaltenböck (* 23. Juli 1983 in Hallein) ist ein ehemaliger österreichischer Skisportler, der im Skispringen und vereinzelt auch in der Nordischen Kombination antrat.

## Werdegang

### Skispringen
Kaltenböck wuchs in Bischofshofen auf und startete auch für den dortigen Skiclub. Sein internationales Debüt gab er in der Saison 2000/01 im Skisprung-Continental-Cup. In seiner ersten Saison belegte er mit 53 Punkten am Ende Rang 127 der Gesamtwertung. Weitaus besser verlief die folgende Saison 2001/02. Im Januar 2002 erreichte er als Dritter in Ishpeming und Westby seine ersten beiden Podestplatzierungen. Im Dezember 2002 gewann der Österreicher seinen ersten Continental Cup in St. Moritz. Daraufhin erhielt er am 4. Jänner 2003 in Innsbruck auf der Bergiselschanze im Rahmen der Nationalen Gruppe zur Vierschanzentournee 2002/03 erstmals einen Startplatz im Skisprung-Weltcup. Als 47. verpasste er den zweiten Durchgang und damit die Punkteränge deutlich. Zurück im Weltcup konnte Kaltenböck im März in Ruhpolding erneut aufs Podium springen. Wenig später startete er beim Skiflug-Weltcup in Planica, verpasste aber erneut die Punkteränge.
In der Folge musste Kaltenböck mit schwachen Continental-Cup-Leistungen kämpfen. Top-10-Platzierungen blieben aus. Bei der Winter-Universiade 2005 in Innsbruck und Seefeld in Tirol erreichte er ebenso nur Rang 30. Zwei Wochen später sprang er in Lauscha erstmals nach zwei Jahren wieder unter die besten zehn und wurde Siebter. In Brotterode gelang ihm als Dritter sogar wieder ein Podestplatz. Es blieb jedoch für beinahe ein Jahr sein letzter Erfolg. Erst im Jänner 2006 sprang er wieder aufs Podest und feierte in Titisee-Neustadt einen Sieg sowie einen zweiten Platz.
Im Februar 2006 erhielt Kaltenböck in Willingen erneut einen Startplatz bei einem Weltcup-Springen. Dabei scheiterte er an den Punkterängen als 32. nur denkbar knapp. In der Saison 2006/07 gelang ihm in Sapporo ein erneuter Continental-Cup-Sieg, kurz nachdem er in Bischofshofen im Rahmen der Vierschanzentournee 2006/07 erfolglos ein Weltcup-Springen bestritt. Bei der Winter-Universiade 2007 fünf Tage später in Turin konnte er gemeinsam mit Florian Liegl und Manuel Fettner Gold im Teamwettbewerb gewinnen. In den Einzelspringen verpasste er eine weitere Medaille, konnte sich aber jeweils innerhalb der Top 10 platzieren.
Im September 2007 startete Kaltenböck im Sommer-Grand-Prix und erreichte in Hakuba zwei Top-10-Platzierungen. Auch in Oberhof sammelte er als 18. Grand-Prix-Punkte. Damit erreichte er in der Gesamtwertung Rang 27. Zum Beginn der Saison 2007/08 startete Kaltenböck als Teil des A-Kaders im Skisprung-Weltcup, blieb dabei aber in Kuusamo, Trondheim und Villach erneut ohne Punkteerfolg. Nach der Rückkehr in den Continental Cup und den dortigen Siegen in Kranj und Sapporo bekam er an gleicher Stelle die Chance für einen erneuten Weltcup-Start. Als 19. auf der Ōkurayama-Schanze gewann Kaltenböck am 2. Februar 2008 seine ersten Weltcup-Punkte. Es blieben in seiner Karriere jedoch seine einzigen. In der Weltcup-Gesamtwertung der Saison belegte er am Ende den 68. Platz. Im Continental Cup gelangen dem Österreicher noch einmal Siege in Vancouver Trondheim und Vikersund. In der Gesamtwertung erreichte er damit Rang zwei hinter seinem Landsmann Stefan Thurnbichler.
In der Folge konnte Kaltenböck an diese gute Leistung nicht anknüpfen. Sein letztes internationales Springen bestritt er mit der Teilnahme an der Winter-Universiade 2009 in Harbin. Nach dem Gewinn der Bronzemedaille im Einzel von der Normalschanze gewann er mit der Mannschaft die Silbermedaille. Von der Großschanze wurde er im Einzelspringen Fünfter.
Nach den Olympischen Winterspielen 2010, zu denen er mangels Erfolge nur als Ersatzspringer reiste, beendete Kaltenböck wegen einer Entzündung in der Ferse, die nicht ausgeheilt war, offiziell seine aktive Karriere.
Bereits während seiner aktiven Karriere engagierte sich Kaltenböck in der Materialforschung und entwickelte bereits 2007 die Stabbindung für Sprungskier. Deren Einführung wurden wegen Regelbedenken durch den Verband jedoch abgelehnt. Erst nach dem Karriereende Kaltenböcks setzte diese Erfindung sich durch.

### Nordische Kombination
Seinen einzigen internationalen Auftritt als Nordischer Kombinierer feierte Kaltenböck bei der Winter-Universiade 2009, bei der er gemeinsam mit Matija Druml und Benjamin Kreiner im Teamwettbewerb den vierten Rang erreichte.

## Erfolge als Skispringer

### Weltcup-Platzierungen
| Saison  | Platz | Punkte |
| ------- | ----- | ------ |
| 2007/08 | 68.   | 012    |

### Grand-Prix-Platzierungen
| Saison | Platz | Punkte |
| ------ | ----- | ------ |
| 2005   | 73.   | 002    |
| 2007   | 27.   | 082    |
| 2008   | 44.   | 054    |

### Continental-Cup-Siege im Einzel
| Nr. | Datum             | Ort              | Typ           |
| --- | ----------------- | ---------------- | ------------- |
| 1.  | 26. Dezember 2002 | St. Moritz       | Normalschanze |
| 2.  | 21. Januar 2006   | Titisee-Neustadt | Großschanze   |
| 3.  | 3. Jänner 2007    | Sapporo          | Großschanze   |
| 4.  | 18. März 2007     | Zakopane         | Großschanze   |
| 5.  | 6. Juli 2007      | Velenje          | Normalschanze |
| 6.  | 5. August 2007    | Oberstdorf       | Großschanze   |
| 7.  | 6. Jänner 2008    | Kranj            | Normalschanze |
| 8.  | 13. Jänner 2008   | Sapporo          | Großschanze   |
| 9.  | 1. März 2008      | Vancouver        | Großschanze   |
| 10. | 8. März 2008      | Trondheim        | Großschanze   |
| 11. | 10. März 2008     | Vikersund        | Großschanze   |